# O-3 (Turkije)
De O-3 is een 229 kilometer lange snelweg in de Turkse provincies Edirne, Kirklareli, Tekirdağ en Istanboel. Al deze provincies zijn gelegen in de regio Marmara, wat de snelweg zelf ook volledig doet liggen in deze regio. De snelweg begint als een voortzetting van de Bulgaarse autosnelweg 4 ter hoogte van Edirne. Na een lang tracé eindigt ze in Istanboel bij een knooppunt met de O-1
Andere namen voor de snelweg zijn Otoyol 3 of Avrupa Otoyolu, wat "Europese snelweg" betekent. Dit omdat de O-3 voor een belangrijke verbinding zorgt tussen Turkije en de rest van Europa.
Daarnaast maakt de O-3 deel ook nog deel uit van een aantal internationale wegen, waaronder de E80, die van Lissabon naar de Iraanse grens bij Gürbulak loopt. En je hebt nog de AH1, die helemaal van Tokio naar de Bulgaarse grens bij Edirne loopt. Ten slotte is er nog de AH5, die in Shanghai begint en uiteindelijk, net zoals de AH1 eindigt bij de Bulgaarse grens bij Edirne.

## Bron
- Wegenwiki: O-3 (Turkije)

O-1 · 
O-2 · 
O-3 · 
O-4 · 
O-5 · 
O-6 · 
O-7 · 
O-20 · 
O-21 · 
O-21A · 
O-22 · 
O-30 · 
O-31 · 
O-32 · 
O-33 · 
O-50 · 
O-51 · 
O-52 · 
O-53 · 
O-54 · 
O-57